# Matteo Zanusso
Matteo Zanusso (San Donà di Piave, 9 aprile 1993) è un ex rugbista a 15 italiano, di ruolo pilone sinistro.

## Biografia
Nato a San Donà di Piave, si formò nel club locale. Fu convocato per la stagione giovanile 2010/11 nell'Accademia Fir U18 di Mogliano Veneto per poi passare, l'anno successivo, all'Accademia Federale U20 "Ivan Francescato",con cui disputò l'annata 2011/12 della Serie A.
Esaurito il periodo di formazione, fece ritorno al club d'origine, nel frattempo neopromosso nel campionato d'Eccellenza, con il quale giocò la stagione 2012/13. Nonostante la giovane età e l'inesperienza a livello professionistico, ottenne, a suon di prestazioni, il posto da titolare e la chiamata nella nazionale U20 per il 6 nazioni di categoria, durante il quale fece il suo esordio nella sconfitta contro l'Inghilterra, partendo dalla panchina (questa rimane la sua unica presenza con la nazionale U20). Consolidato il posto nel San Donà, Zanusso scese in campo in tutte le partite della stagione 2013/14.
Nel 2014 firmò un contratto che lo legava per la stagione successiva alla Benetton Treviso, franchigia italiana impegnata in Pro12. Nella sua prima stagione internazionale, Zanusso disputò un gran numero di partite da titolare; nonostante ciò rimase fuori dalle convocazioni per le nazionali. La stagione 2015/16 vide maggiori soddisfazioni per il pilone veneto, che segnò la prima meta tra i professionisti nel derby tra Treviso e l'altra franchigia italiana del Pro12, le Zebre; inoltre Zanusso fu convocato, per la sua prima volta, nella nazionale maggiore per uno stage preparatorio al Sei Nazioni 2016. Fa il suo esordio in nazionale nel Sei Nazioni del 2016, durante il match Francia - Italia, al posto del pilone delle Zebre Rugby Andrea Lovotti.
Nell'estate 2018 passa al Calvisano, ma nel febbraio 2019 rescinde consensualmente il contratto per le "precarie condizioni fisiche" (schiena) che lo affliggono.